# إليوم توبروسيوم
إليوم توبروسيوم(المُعمر الصينى) الثوم الشرقى، المُعمر الآسيوى، الكراث الصيني): هو نوع من النبات موطنه المقاطعة الصينية شانشى، تتم زراعته وتجنيســــــه في أماكن أخرى في آسيا وحول العالم.   

## الوصف
يُعد أليوم توبرسيوم (المُعمر الصينى) نبات معمر جذمور مكوناً أجمة، ينمو النبات من بصلة صغيرة ممدودة (حوالي 10 مم، 13/32 بوصة عرضاً) والتي تكون قوية وليفية.   على العكس من البصل أو الثوم، تكون أوراقه على شكل شريط مع قواعد مثلثة، حوالى 1,5-8 ملم (من 1/16 إلى 5/16) في العرض. يُنتج العديد من الأزهار البيضاء في عنقود مستدير (خيمة) على سويقة طولها 25 إلى 60 سم (10 إلى 24 بوصة). ينمو في كتل معمرة منتشرة ببطء، ولكنه ينبت أيضًا بسرعة من البذور. وفي المناطق الأكثر دفئًا (منطقة وزارة الزراعة الأمريكية رقم 8 والأكثر دفئًا)، قد يظل المعمر الصينى أخضر طوال العام. وفي المناطق الباردة (مناطق وزارة الزراعة الأمريكية من 7 إلى 4 ب)، تذبل الأوراق والسيقان تمامًا على الأرض، وتنبت مرة أخرى من الجذور أو الجذمور في الربيع.
له نكهة تشبه الثوم أكثر من الثوم المعمر. 

## التصنيف
تم وصفه أصلاً من قبل يوهان بيتر روتلر، وتم نشر اسم النوع بشكل صحيح من قبل كورت سبرنغل في عام 1825م.  يتم تصنيف أليوم توبرسيوم (المُعمر الصينى)ضمن أليوم ( الثوم)، في جنيسالثوم، ن. فريزين، قسم بوتوميسا، ضمن مجموعة تتكون من أليوم توبرسيوم (المُعمر الصينى) وأليوم راموسوم،  والتي تم اعتبارها بشكل مختلف إما كيانًا جينيًا واحدًا أو اثنين.

## التوزيع والموطن
نشأ أليوم توبرسيوم (المُعمر الصينى) في السهوب السيبيرية - المنغولية - الشمالية الصينية، لكن تتم زراعته وتجنيسه على نطاق واسع. تم الإبلاغ عن نموه البري في مواقع متفرقة في الولايات المتحدة (إلينوي، متشيغان، أوهايو، نبراسكا، ألاباما، آيوا، أركنساس، ويسكونسن).   ومع ذلك، يُعتقد أنه أكثر انتشارًا في أمريكا الشمالية؛ بسبب توافر البذور والشتلات من هذا النوع كـعشب غريب وبسبب تحمله الشديد. ينتشر هذا النوع أيضًا في معظم أنحاء أوروبا القارية، وهو غازي في مناطق أخرى من العالم. 

## علم البيئة
يُعد نباتاً نضراً في أواخر الصيف وحتى الخريف،  يُعد أليوم توبرسيوم (المُعمر الصينى) أحد أنواع الثوم العديدة، وهو معروفاً باسم البصل البري أو الثوم البري، وفي أجزاء مختلفة من العالم مثل أستراليا، تم إدراجها على أنها أعشاب ضارة أو باعتبارها غازية «أعشاب بيئية أو زراعية خطيرة شديدة التأثير، والتي تنتشر بسرعة وغالبًا ما تؤدي إلى زراعة أحادية النوع».  

## الزراعة
غالبًا ما تتم زراعته كـنبات للزينة في الحدائق، وتتوفر العديد من المستنبتات النباتية. يتميز أليوم توبرسيوم (المُعمر الصينى) بالتفتح في وقت متأخر عن معظم أنواع أليوم( الأصلية أو التي تم تجنيسها. وفى البرد القارص في مناطق وزارة الزراعة الأمريكية من 4-10(من 30- إلى 35+ درجة فهرنهايت، من 34- إلى 2 درجة مئوية).  يعتبر أليوم توبرسيوم (المُعمر الصينى) سهل النمو في العديد من الظروف، ويمكن أن ينتشر بسهولة عن طريق البذور أو يمكن تكاثرها عن قصد عن طريق تقسيم كتلتها.
تم تطوير عدد من الأصناف إما لإنتاج الأوراق المحسنة (مثل «شيفا») أو إنتاج سويقة الزهرة (مثل «نين هوا»).  بينما التركيز في آسيا كان أولاً على فن الطهي، وفي أمريكا الشمالية، كان الاهتمام أكثر كنبات زينة.  كما يُعد «مونستروسوم» مستنبت نباتى عملاق للزينة. 

## الاستخدامات
تشمل الاستخدامات استعماله مثل نباتات الزينة، بما في ذلك الزهور المقطوفة والمجففة، وكــأعشاب للطهي، وفى الطب التقليدي. تمت زراعة أليوم توبرسيوم (المُعمر الصينى) على نطاق واسع لقرون في شرق آسيا لأهميته المطبخية. يتم استخدام الأوراق المسطحة والسيقان وبراعم الزهور الغير الناضجة والغير المفتوحة كـمُنكهات.  شكل آخر هو «التبييض» عن طريق إعادة الإنماء بعد القطع - تحت غطاء - لإنتاج أوراق بيضاء - صفراء، ذات نكهة أكثر رقة. 

### الصين
يختلف نطق الأسماء الصينية لــأليوم توبرسيوم (المُعمر الصينى) 韭菜 فيما بين لغتىماندراين الصينية وصينية يؤ، وكذلك اللهجات الأخرى.   على سبيل المثال، تُسمى الأوراق الخضراء: جيو كاي، وسويقة الزهرة: تُسمى جيو كاي هوا، والأوراق البيضاء جيو هوانج في لغة ماندراين، ولكن في صينية يؤ تُسمى: جاو تسواى/ كوو تشواى 韭菜 ، وتُسمى أزهار أليوم توبرسيوم (المُعمر الصينى): جاو تسويى فا 韭菜花، وتُسمى براعم أليوم توبرسيوم (المُعمر الصينى): جاو وونغ 韭黃، على التوالي.  تشمل الأداءات الأخرى كُتشاى، كوثاى، كوتشاى، كوتساى. يتم استخدام الأوراق كمنكهات بطريقة مماثلة للثوم المعمر والبصل الأخضر بمثابة مكون لـــالقلى السريع. في الصين، غالبًا ما يتم استخدامها لصنع دامبلنغ بمزيج من البيض والروبيان ولحم الخنزير. وتُعد مكون شائع في دامبلنغ جياوزو الصينية، ومثيلاتها اليابانية والكورية. كما يُمكن صنع خبز مسطح صيني مشابه لـفطيرة البصل الأخضر مع أليوم توبرسيوم (المُعمر الصينى) بدلاً من البصل الأخضر؛ تُسمى هذه الفطيرة بـ جيوثاى بينغ 韭菜 饼 أو جيوثاى يو بينغ 韭菜 油饼. يُعد أليوم توبرسيوم (المُعمر الصينى) أيضا أحد المكونات الرئيسية المستخدمة في أطباق يو ميين (E-Fu). 

### الهند
في مانيبور وغيرها من ولايات الهند الشمالية الشرقية، تتم زراعته ويُستخدم كبديل للثوم والبصل في الطهي ويُعرف باسم ماروي ناكوبي في مانيبوري.[بحاجة لمصدر]

### اليابان
في اليابان، حيث يُعرف النبات باسم نيرة(韮)، يتم استخدام كلا من الثوم والنكهات الحلوة، في حساء الميسو والسلطات، وبتحمير سريع مع البيض (نيراتاما)، وفى الأطباق اليابانية مثل: جياوزو(زلابية).[بحاجة لمصدر]

### كازاخستان
في كازاخستان، حيث تم إدخال النبات من خلال الزراعة، من قبل مزارعي دونجان ومن العلاقات مع الصين المجاورة، عُرف المعمر الصينى بالترجمة الصوتية لــ اسمه في اللغة الصينية الشمالية (الماندرين)، يتم استخدامه في الطهي، يضاف أحيانا لحشو منتو، سامسا، يوتا والأطباق النموذجية الأخرى.[بحاجة لمصدر]

### كوريا
يُستخدم المعمر الصينى «المعروف باسم بوتشو (부추)» على نطاق واسع في المطبخ الكوري. يمكن أن يؤكل طازجاً مثل: نامول، أو كمخلل مثل: كميتشى، جانغاجاى، أو مقلية مثل: بوتشيمغاى (فطيرة). ويُعد واحداً من أكثر الأعشاب شيوعاً، والتي يتم تقديمها مع غوكباب (حساء مع الأرز)، وكذلك مكوناً شائعاً في ماندو (زلابية).[بحاجة لمصدر]

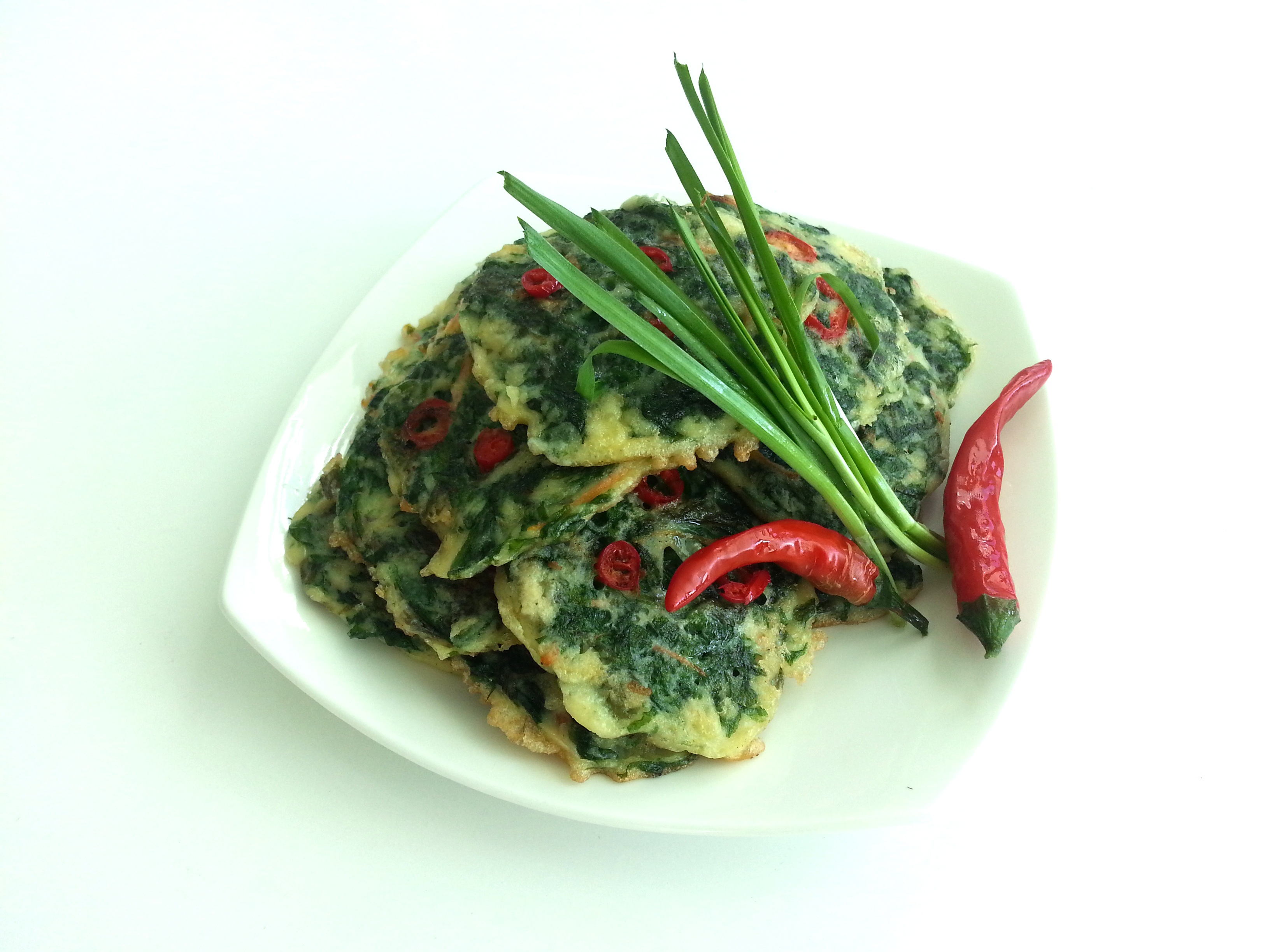
بوتشو- جيون (فطائر إليوم توبرسيوم( المعمر الصينى)
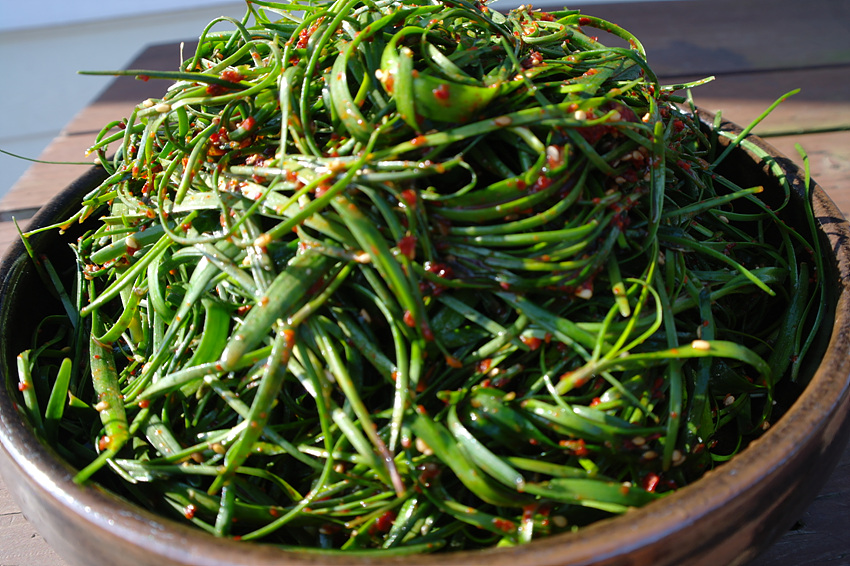
بوتشو- جيوتجيوري (كيمتشي إليوم توبرسيوم( المعمر الصينى) الطازج)
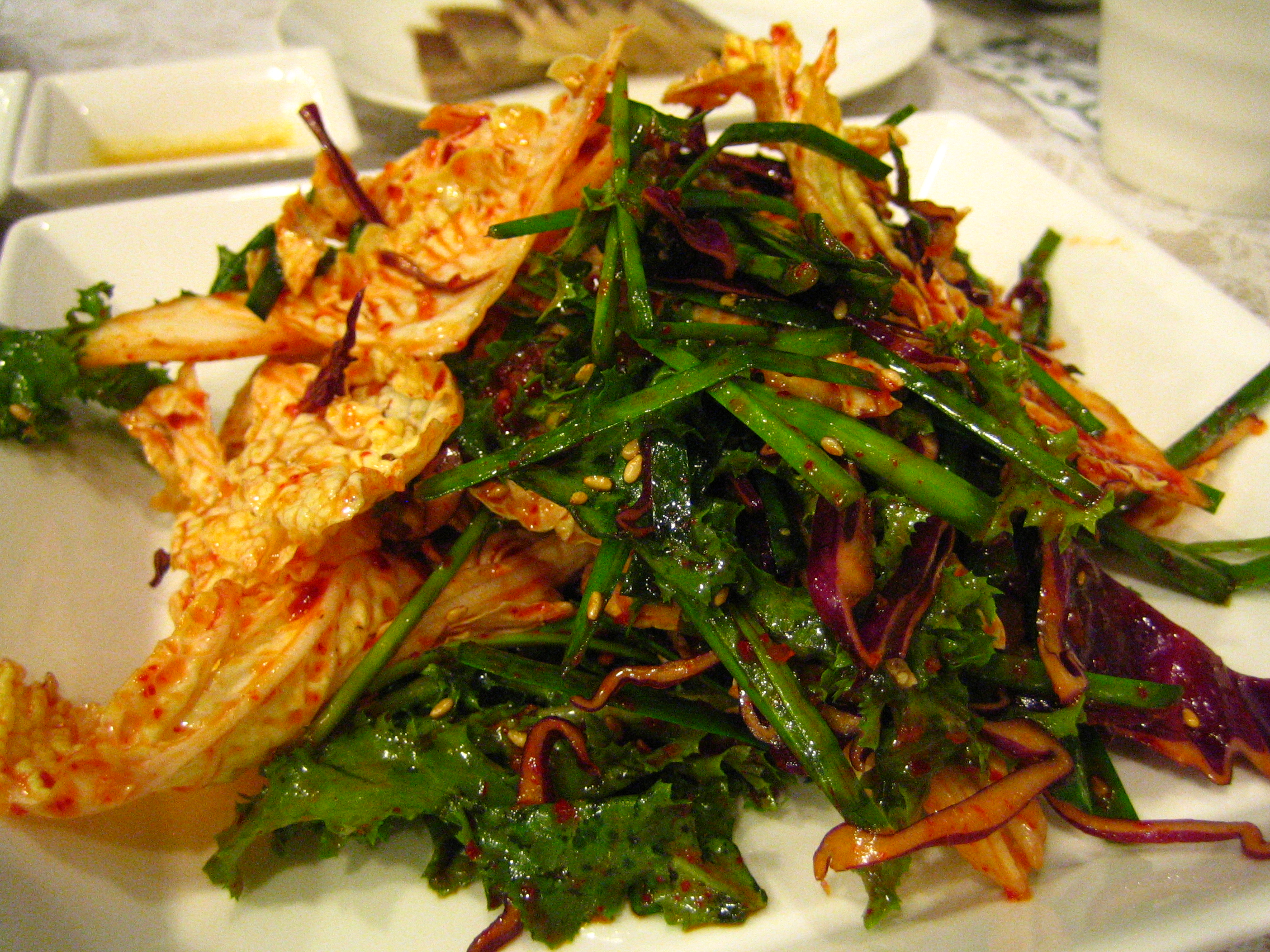
بوتشو- كيمتشي كيمتشي اليوم توبرسيوم( المعمر الصينى)
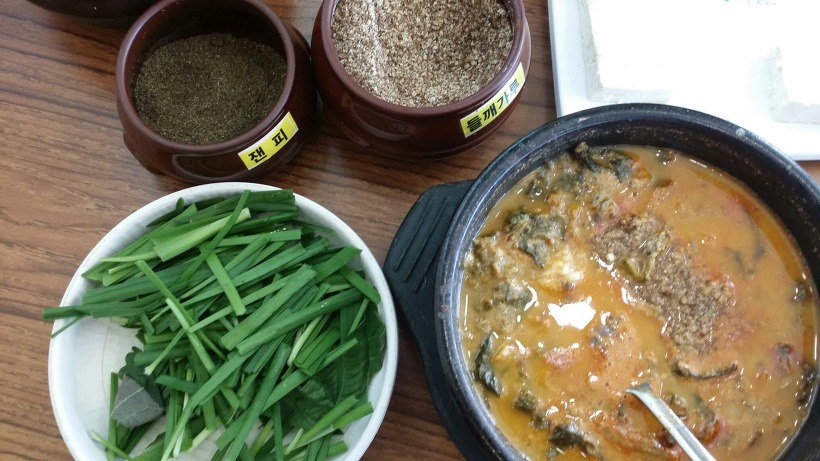
Chueo-tang (حساء لوش) يقدم مع إليوم توبرسيوم( المعمر الصينى)
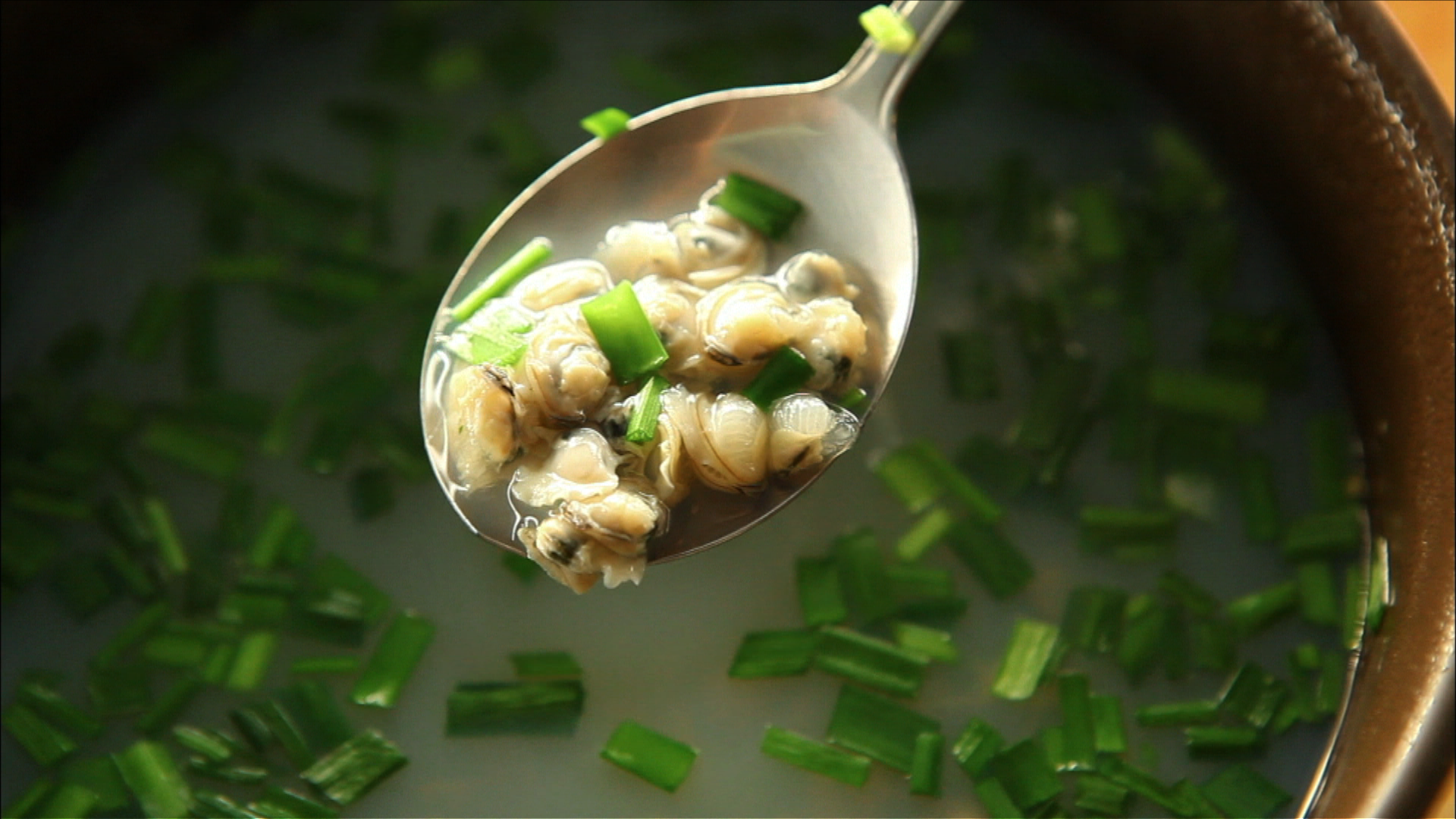
Jaecheop-guk ( حساء جييتشيوب كلَم) مع إليوم توبرسيوم( المعمر الصينى) المفروم.,

### نيبال
في نيبال، يقوم الطهاة بتحمير طبقًا من الخضروات المطهوة من البطاطس والمعمر الصينى، والمعروف باسم«دوندوكو ساغ». 

### فيتنام
في فيتنام، يتم تقطيع أوراق المعمر الصينى- المعروفة باسم «هي»- إلى قطع قصيرة وتُستخدم كخضروات وحيدة في مرق مع شرائح لحم الخنزير. 

## معرض

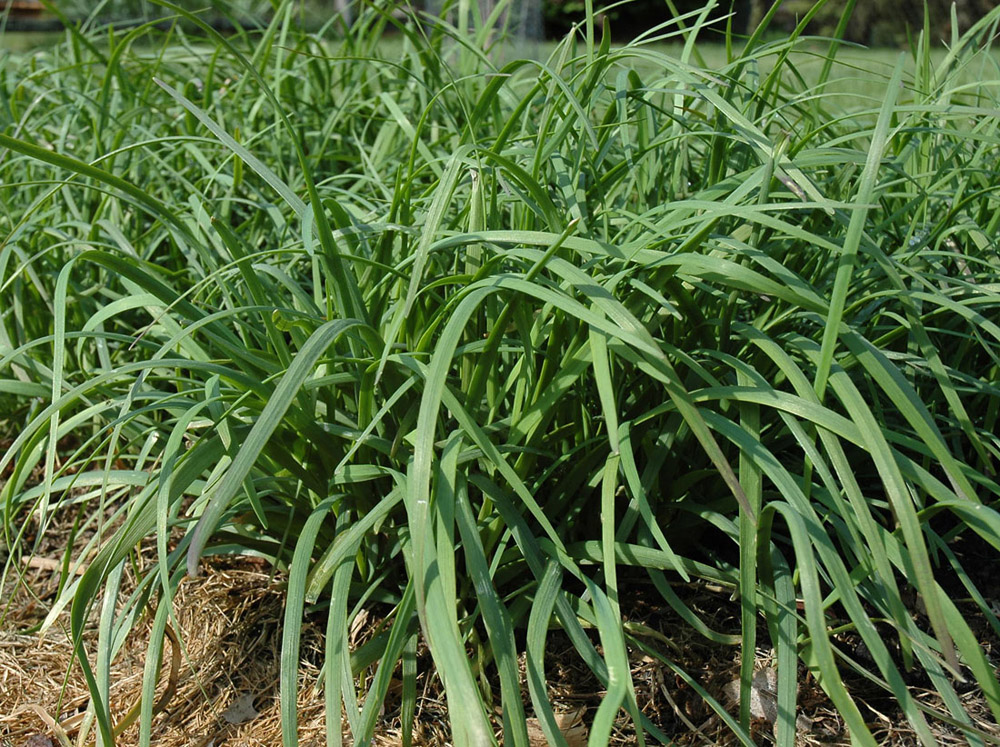
ينمو كعشب في الحديقة
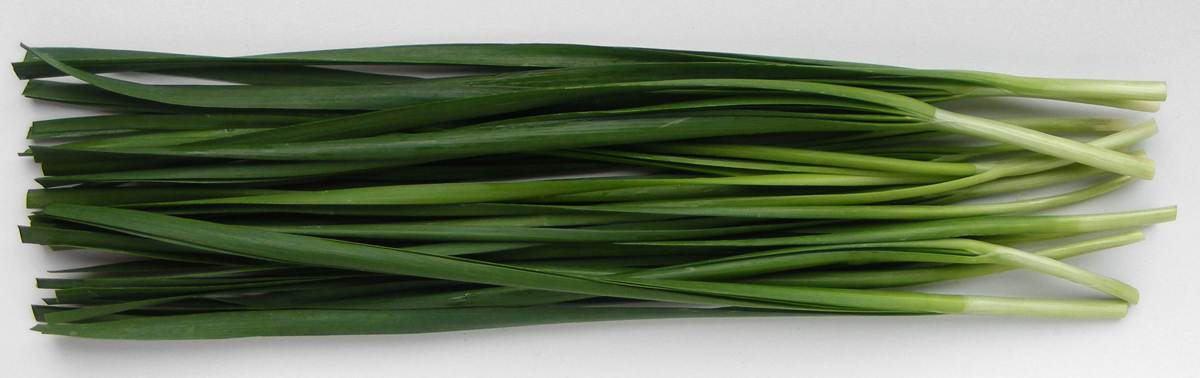
معد للطبخ
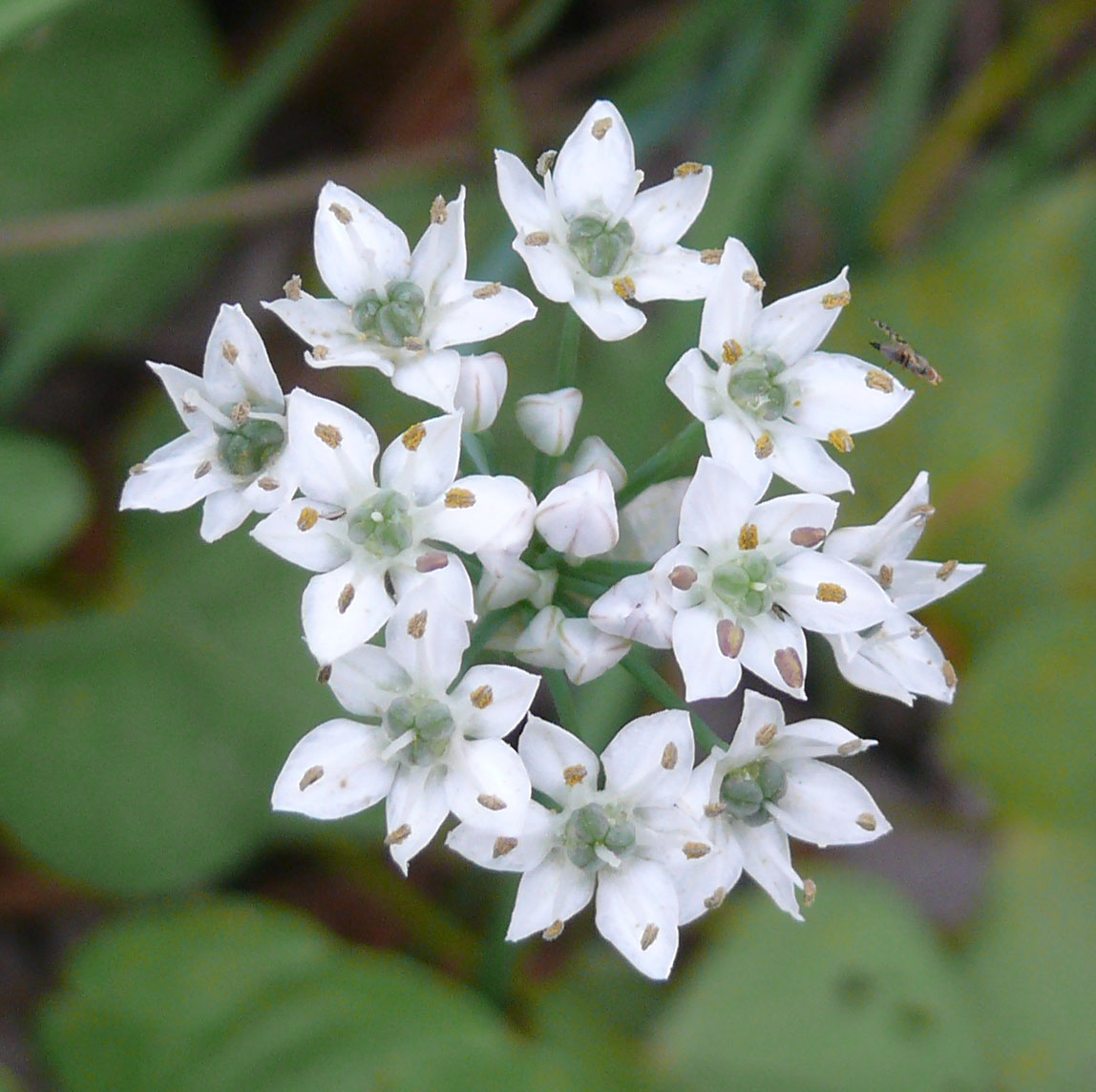
الإزهار
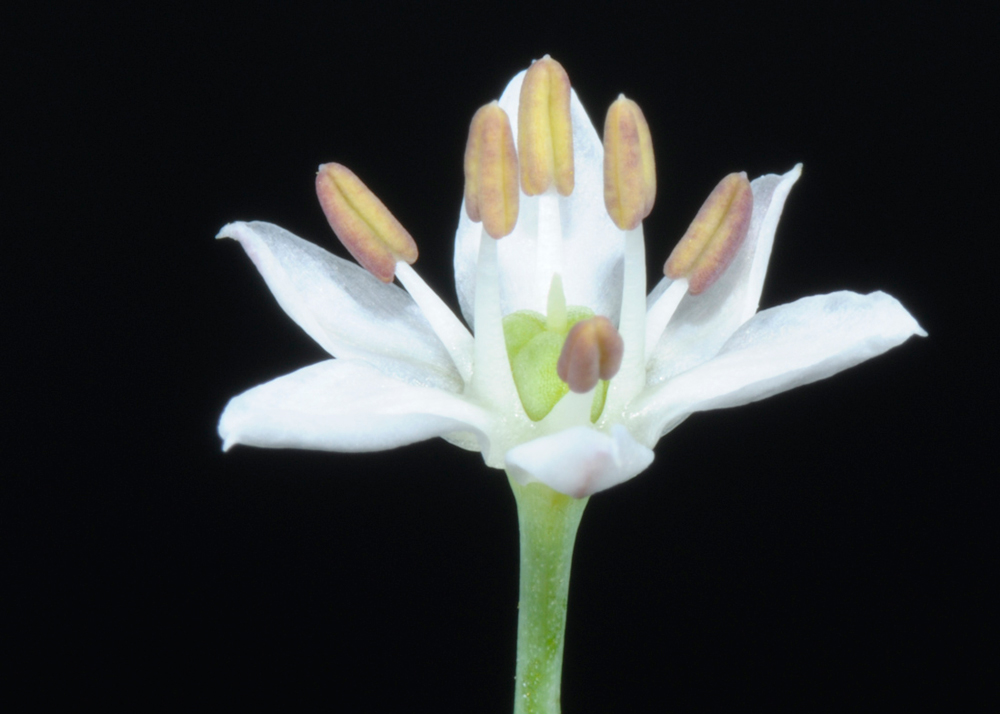
زهرة فردية
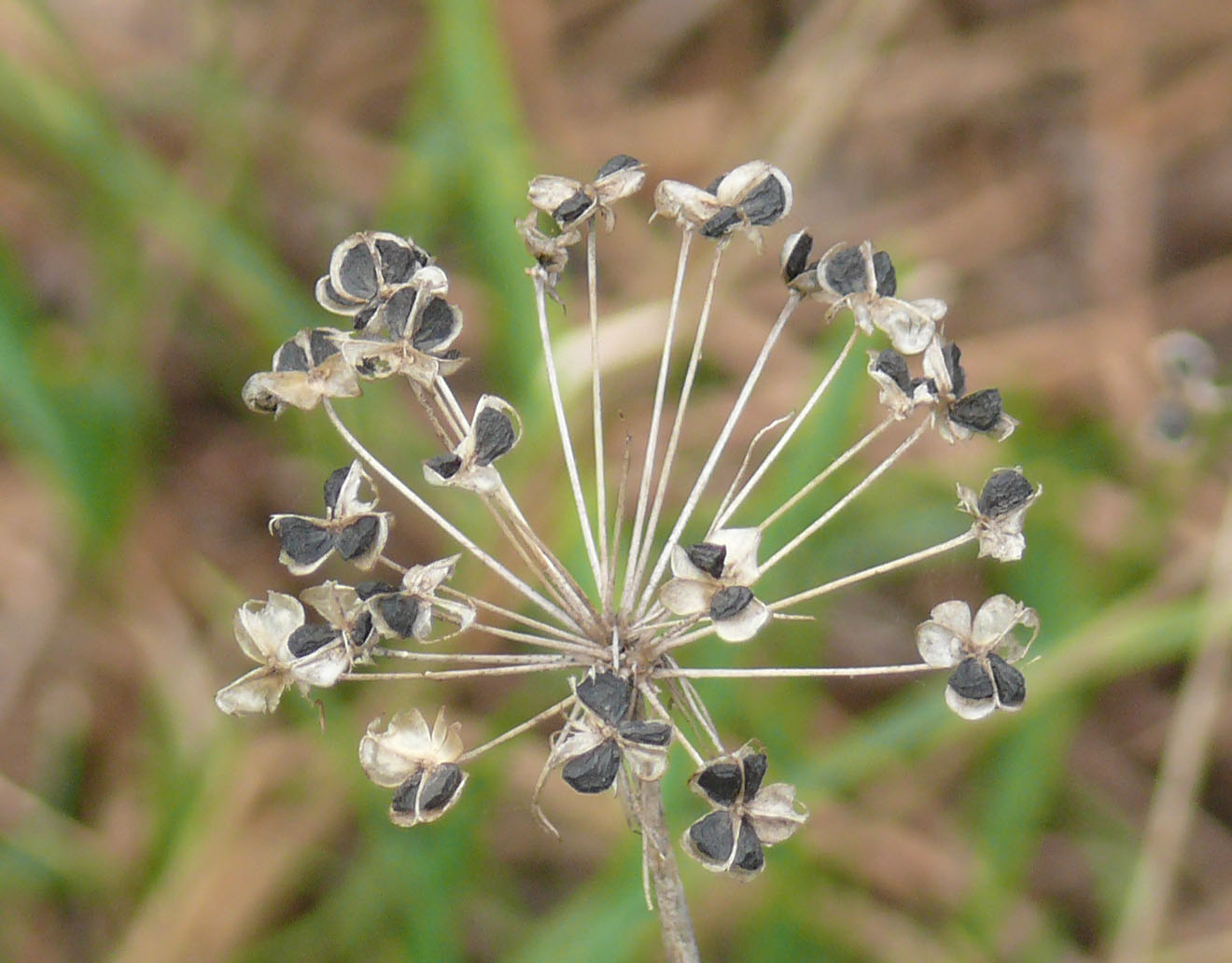
بذور إليوم توبرسيوم ( المعمر الصينى)
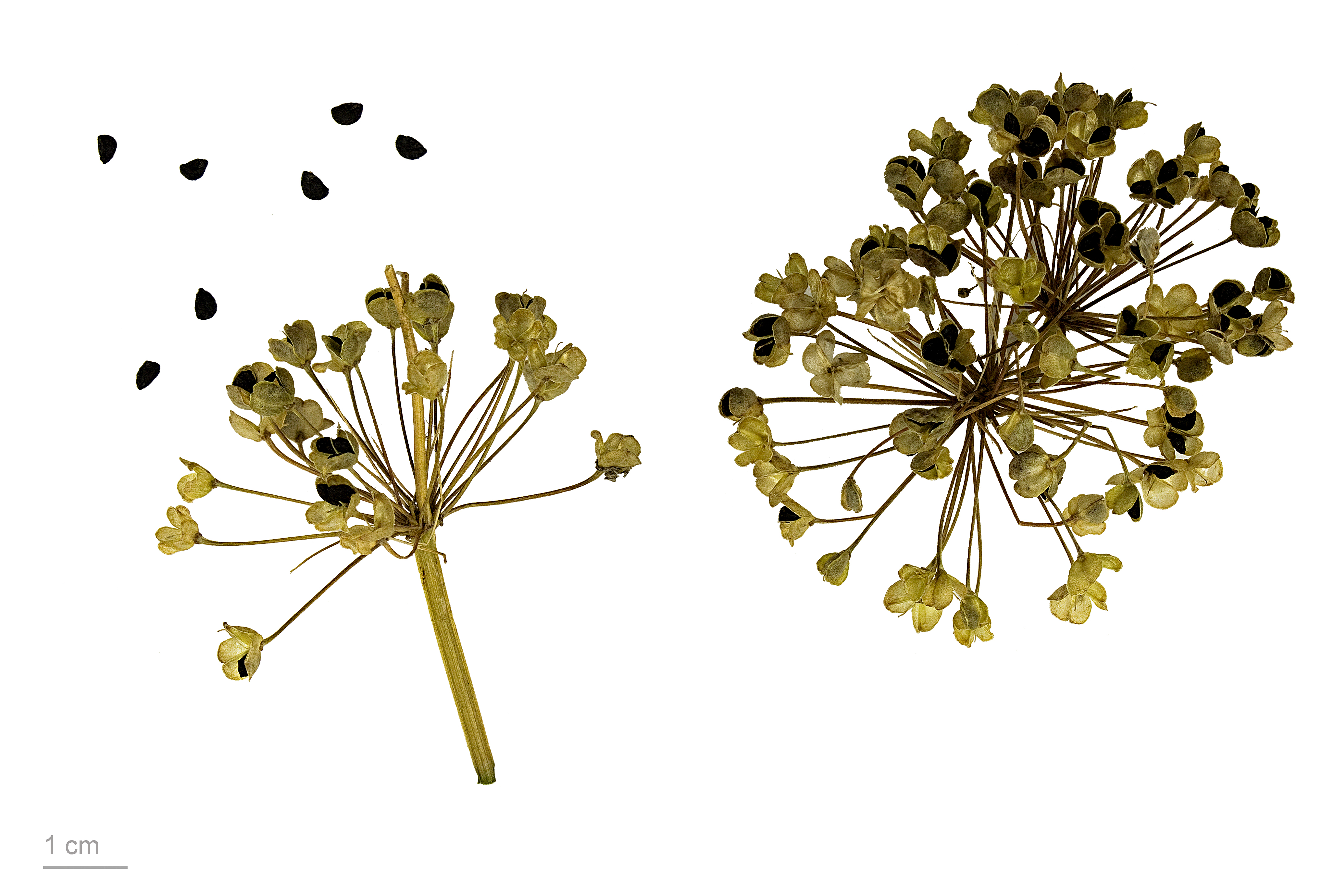
الثمرة والبذور